# (3152) Jones
(3152) Jones (1983 LF) – planetoida z pasa głównego asteroid okrążająca Słońce w ciągu 4,26 lat w średniej odległości 2,63 au. Odkryta 7 czerwca 1983 roku.